# لیگ ورزشی
لیگ ورزشی (انگلیسی: Sports league) به یک گروه از تیم‌های ورزشی گفته می‌شود که در یک ورزش خاص به رقابت می‌پردازند. 